# Radiotelevizija Bir
Radiotelevizija Bir je komercijalna obiteljska radiotelevizija s islamskim vrijednostima i platforma putem koje Islamska zajednica u Bosni i Hercegovini ostvaruje kontakt i komunikaciju s muslimanskom i bosanskohercegovačkom javnošću. Sjedište Radiotelevizije Bir je u Sarajevu.

## Povijest
Pokusni radijski program Radio Bir je počeo s emitiranjem 10. siječnja 2008. godine, dok je emitiranje redovnog programa krenulo 11. veljače 2008. godine. Od 21. travnja 2008. godine Radio Bir je program emitirao od 7:00 do 19.00 sati svaki dan. Od 1. ožujka 2009. godine Radio Bir se može slušati 24 h dnevno.
Od tri frekventna područja iz 2008. godine (Sarajevo, Zenica i Tuzla), danas Radio Bir svoj signal emitira s više od 20 frekventnih područja širom Bosne i Hercegovine, a trenutno je dostupan za više od 1,3 milijuna slušalaca u Bosni i Hercegovini, uz planirano značajnije širenje dostupnosti zemaljske frekvencije. Radio Bir svoj signal emitira i satelitom te posredstvom interneta, plasirajući svoj program i na društvene mreže, neprestano podižući popularnost među bosanskohercegovačkom dijasporom.
Više od 35 % emitiranih programskih segmenata na tjednoj razini odnosi se na vjerski program, zatim informativno-politički, obrazovni i muzički program, uz specifične sadržaje omladinskog i dječjeg programa.
Na prvi dan muslimanskog svetog mjeseca ramazana 24. travnja 2020., u 12 h započelo je emitiranje programa Bir televizije.

## Vanjske poveznice
- Službene stranice Radiotelevizije Bir